# Hecyra terrea
Hecyra terrea là một loài bọ cánh cứng trong họ Cerambycidae.